# Profusion
Profusion est un groupe de rock progressif italien, originaire de Sienne. Le groupe se forme en 2001 sous le nom de Mardi Gras Experience, avant de changer pour Profusion. Profusion est distribué par Progressive Promotion Records.

## Biographie

### Origines et démo (2001-2002)
En 2001, le géorgien Vladimer Sichinava (batterie), Gionatan Caradonna (claviers), et Marco Pieri (basse), forment le Mardi Gras Experience, un trio influencé par le rock progressif américain des années 1990. Après un an, le groupe est renommé Profusion. Peu après, Alberto Riggi (guitare) et le chanteur Alessandro Buzzo se joignent au groupe. Immédiatement après l'arrivée de Buzzo, durant l'automne 2002, le groupe commence l'enregistrement de sa démo Una sera a Samperbuio, qui est terminée en décembre de la même année.

### One Piece Puzzle(2003-2009)
Une fois enregistrée la démo, le groupe commence à écrire du nouveau matériel, qui va se développer en morceaux beaucoup plus complexe de ceux inclus dans Una sera a Samperbuio. En même temps, le groupe commence à donner des concerts dans la région de la Valdelsa, où le groupe devient très connu et où il est toujours actif. En 2003, la formation s'élargit avec l'arrivée de Fabiano Biagini (flûte) et le son du groupe a commencé à se déplacer vers le rock progressif des années 1970.
En juillet 2004, les Profusion entrent en studio, pour enregistrer leur premier album. Le processus est toutefois ralenti par plusieurs obstacles, et l'enregistrement devient très long et épuisant. One Piece Puzzle est enfin terminé et publié en 2006.

### RewoTower(2010-2012)
En juin 2010, le groupe commence l'enregistrement d'un nouvel album, RewoTower. Pendant les sessions, Buzzo et Conforti sont remplacés par Luca Latini, chanteur pop-soul. Le nouvel album fait participer Simon Hosford (Tommy Emmanuel Band, On the Virg de Virgil Donati), Titta Nesti et Maia Baratashvili.
En automne 2011, le groupe signe au label américain ProgRock Records et publie RewoToweR le 7 février 2012. En soutien à l'album, le groupe commence une mini-tournée, apparaissant notamment au 2DaysProg+1 Festival, avec The Flower Kings, Pain of Salvation, IQ et Angelo Branduardi à la fin 2012.

### Phersu(depuis 2013)
Le troisième album du groupe, intitulé Phersu, est publié le 22 septembre 2015. Il peut vanter des collaborations d'exception :Anita Rachvelishvili (une mezzo-soprano de renommée mondiale) et Mamuka Gaganidze (membre des The Shin groupe jazz-rock géorgien de base en Allemagne). En 2015, les Profusion prennent part au Progressive Promotion Festival en Allemagne (à côté des Mystery et des Vanden Plas) et au Crescendo Festival en France, avec la nouvelle formation. Luca Cambi (basse) et Thomas Laguzzi (guitare) ont en fait été remplacés par Davide Pepi et Yuri Maccianti.

## Membres

### Membres actuels
- Vladimer Sichinava - batterie
- Gionatan Caradonna - claviers, piano
- Jury Maccianti - basse
- Davide Pepi - guitare
- Luca Latini - chant

### Anciens membres
- Marco Pieri (2002-2006)
- Fabiano Biagini (2003-2006)
- Alessandro Buzzo (2002-2011)
- Alberto Riggi (2002-2009)
- Sara Pianigiani (2007-2009)
- Irene Conforti (2009-2011)
- Thomas Laguzzi (2009-2015)
- Luca Cambi (2002-2015)

## Discographie

### Albums studio
- 2003 : Una sera a Samperbuio (démo)
- 2006 : One Piece Puzzle
- 2012 : RewoToweR
- 2015 : Phersu